# Кубок Білорусі з футболу 1997—1998
Кубок Білорусі з футболу 1997–1998 — 7-й розіграш кубкового футбольного турніру в Білорусі. Титул вперше здобув Локомотив-96 (Вітебськ).

## Календар
| Раунд       | Дата                     | Матчі | Клуби   |
| ----------- | ------------------------ | ----- | ------- |
| 1/16 фіналу | 2 серпня - 9 жовтня 1997 | 16    | 32 → 16 |
| 1/8 фіналу  | 16 жовтня 1997           | 8     | 16 → 8  |
| 1/4 фіналу  | 30 квітня 1998           | 4     | 8 → 4   |
| 1/2 фіналу  | 14 травня 1998           | 2     | 4 → 2   |
| Фінал       | 26 травня 1998           | 1     | 2 → 1   |

## 1/16 фіналу
| Команда 1                        | Рахунок      | Команда 2                 |
| -------------------------------- | ------------ | ------------------------- |
| 2 серпня 1997                    |              |                           |
| Торпедо (Жодино) (2)             | 2:3          | Динамо (Берестя)          |
| 3 серпня 1997                    |              |                           |
| Дніпро (Рогачов) (2)             | 0:6          | Торпедо (Мінськ)          |
| Комунальник (Світлогорськ) (2)   | 1:2          | Торпедо-Кадино (Могильов) |
| Локомотив (Вітебськ) (2)         | 0:3          | Білшина                   |
| БАТЕ (2)                         | 4:0          | Атака (Мінськ)            |
| Гомель (2)                       | 1:2          | Локомотив-96 (Вітебськ)   |
| Будівельник (Старі Дороги) (2)   | 0:7          | Дніпро (Могильов)         |
| Ліда (2)                         | 4:0          | Трансмаш (Могильов)       |
| Ведрич-97 (Річиця) (2)           | 0:2 дч       | Комунальник (Слонім)      |
| Свіслоч-Кровля (Осиповичі) (3)   | 1:1 пен. 3:5 | Німан                     |
| Беленергострой (Білоозерськ) (2) | 1:5          | Динамо-93 (Мінськ)        |
| Береза (2)                       | 1:3          | Молодечно                 |
| Пінськ-900 (2)                   | 2:4          | Динамо (Мінськ)           |
| Кардан-Флаєрс (2)                | 0:2          | Шахтар (Солігорськ)       |
| Динамо-Юні (Мінськ) (2)          | 0:0 пен. 3:4 | Нафтан-Девон              |
| 9 жовтня 1997                    |              |                           |
| Верас (Несвіж) (3)               | 0:1          | МПКЦ                      |

## 1/8 фіналу
| Команда 1            | Рахунок      | Команда 2                 |
| -------------------- | ------------ | ------------------------- |
| 16 жовтня 1997       |              |                           |
| Дніпро (Могильов)    | 1:0          | Торпедо (Мінськ)          |
| Динамо (Берестя)     | 0:0 пен. 2:4 | Динамо-93 (Мінськ)        |
| Комунальник (Слонім) | 0:3          | Локомотив-96 (Вітебськ)   |
| Молодечно            | 4:2          | Нафтан-Девон              |
| Німан                | 4:0          | Торпедо-Кадино (Могильов) |
| Білшина              | 1:2          | МПКЦ                      |
| БАТЕ (2)             | 1:0          | Ліда (2)                  |
| Шахтар (Солігорськ)  | 1:1 пен. 2:4 | Динамо (Мінськ)           |

## 1/4 фіналу
| Команда 1                  | Рахунок      | Команда 2    |
| -------------------------- | ------------ | ------------ |
| 30 квітня 1998             |              |              |
| Дніпро-Трансмаш (Могильов) | 1:0          | Німан        |
| Динамо-93 (Мінськ)         | 3:2 дч       | Молодечно    |
| Локомотив-96 (Вітебськ)    | 2:0          | БАТЕ         |
| Динамо (Мінськ)            | 1:1 пен. 4:3 | Славія-Мозир |

## 1/2 фіналу
| Команда 1               | Рахунок      | Команда 2                  |
| ----------------------- | ------------ | -------------------------- |
| 14 травня 1998          |              |                            |
| Динамо (Мінськ)         | 1:0          | Дніпро-Трансмаш (Могильов) |
| Локомотив-96 (Вітебськ) | 0:0 пен. 4:2 | Динамо-93 (Мінськ)         |

## Фінал
| 26 травня 1998 |

| Динамо (Мінськ) | 1:2 дч   | Локомотив-96 (Вітебськ)          |
| --------------- | -------- | -------------------------------- |
| Довнар 37'      | Протокол | Рогожкін 90' (пен.) Разумов 112' |

| Стадіон «Динамо», Мінськ Глядачів: 4 500 Арбітр: Сергій Шмолік |